# مانیکونج صدار
مانیکونج صدار (به لاتین: Manikganj Sadar) یک منطقهٔ مسکونی در بنگلادش است که در ناحیه منیک‌گنج واقع شده‌است. مانیکونج صدار ۲۱۴٫۸۱ کیلومتر مربع مساحت و ۳۰۹٫۴۱۳ نفر جمعیت دارد.